# Scottula abyssalis
Scottula abyssalis är en kräftdjursart som beskrevs av Georg Ossian Sars 1905. Scottula abyssalis ingår i släktet Scottula och familjen Arietellidae. Inga underarter finns listade i Catalogue of Life.